# Miranda de Vries
Miranda Wilhelmina Maria de Graaff-de Vries (Egmond-Binnen, 7 januari 1970) is een Nederlands politicologe, politica en bestuurster. Ze is lid van de PvdA. Sinds 1 januari 2023 is ze voorzitter van de raad van bestuur van Zorggroep Elde Maasduinen (ZGEM).

## Opleiding en carrière
De Vries behaalde in 1987 haar havo- en in 1989 haar vwo-diploma aan het Bonhoeffer College te Castricum. Ze studeerde van 1989 tot 1995 politicologie aan de Katholieke Universiteit Nijmegen (KUN). In 1993 volgde zij een semester aan de Universiteit van Umeå met een viertal vakken internationale betrekkingen bij de vakgroep staatskunde. Ze specialiseerde zich aan de KUN in democratie en politieke besluitvorming.
De Vries begon in 1995 als promovendus aan de KUN op het gebied van coalitievorming bij de vakgroep politicologie. Als onderdeel hiervan volgde zij een onder andere in 1995 een summer school in kwantitatieve statistische methoden van het ICPSR aan de Universiteit van Michigan. In het najaar van 1996 was zij een aantal maanden op werkbezoek aan de Universiteit van Texas in Austin. Op 4 oktober 1999 promoveerde zij aan de KUN in de beleidswetenschappen op haar proefschrift "Governing with your closest neighbour : an assessment of spatial coalition formation theories".
De Vries was van 1999 tot 2001 werkzaam als senior adviseur voor de Raad voor het Openbaar Bestuur (Rob) en de Raad voor de financiële verhoudingen (Rfv) in Den Haag. Van 2001 tot 2006 was zij werkzaam als senior adviseur stadsbestuurscentrum, coördinator grotestedenbeleid en programmamanager jeugd bij de gemeente Dordrecht.

## Politieke carrière
Van 2006 tot 2011 was De Vries wethouder van financiën, jeugd, onderwijs en gezondheidszorg in Zwijndrecht. Vanaf 12 december 2011 was zij burgemeester van Geldermalsen. Tijdens haar burgemeesterschap van Geldermalsen overwoog de gemeente mee te werken aan de komst van een AZC, wat tot weerstand leidde onder burgers in de gemeenschap van Geldermalsen. Daarbij werd een makelaar hard geslagen door de ME.
De Vries was van 1 juli 2017 tot 1 juli 2021 lid van de Raad voor het Openbaar Bestuur. Van 20 december 2017 tot 1 januari 2023 was zij burgemeester van Etten-Leur. Bij haar afscheidsbijeenkomst in De Nobelaer op 9 december 2022 werd zij benoemd tot ereburger van Etten-Leur.

## Carrière na de politiek
Op 1 januari 2023 werd De Vries voorzitter van de raad van bestuur van Zorggroep Elde Maasduinen (ZGEM). Deze zorggroep is actief op het gebied van ouderenzorg in de regio Midden en Noordoost Brabant. Van 19 mei 2021 tot 1 januari 2023 was zij voorzitter en sinds 1 januari dat jaar lid van de raad van toezicht van tanteLouise, een organisatie op het gebied ouderenzorg in het westen van Noord-Brabant.
Op 1 maart 2024 werd De Vries kamerheer in Noord-Brabant. Ze werd ook lid van de kerngroep Wonen & Zorg van ActiZ.

## Privéleven
De Vries is gehuwd en moeder van twee zonen.
- Gemeinsame Normdatei: 173349668
- Virtual International Authority File: 246742157
- WorldCat: E39PBJppFDgbX9CjbfGJHCcpT3